# Haukeland Station
Haukeland Station (Haukeland stasjon) er en jernbanestation på Vossebanen, der ligger ved bygden Haukeland i Bergen kommune i Norge. Den betjenes af veterantog fra Gamle Vossebanen, der kører mellem Garnes og Midttun.
Stationen åbnede som holdeplads, da banen blev taget i brug 11. juli 1883. Den blev opgraderet til station 1. juli 1910. 1. august 1964 omlagdes trafikken på strækningen mellem Tunestveit og Bergen, hvor stationen ligger, til en ny. Stationen stod derefter ubenyttet hen i en årrække, men fra 1993 begyndte der at køre veterantog på den gamle strækning mellem Garnes og Midttun under navnet Gamle Vossebanen.
Stationsbygningen blev opført i 1883 i schweizerstil efter tegninger af Balthazar Lange. Den er senere solgt fra til Gamle Vossebanen, der har restaureret den. Der er desuden opsat et pakhus og anlagt flere spor. Derudover er der udstillet maskiner og værktøj, der blev benyttet ved vedligeholdelsen af banen. Indtil omlægningen i 1964 var stationen den højest beliggende på Vossebanen, 81,6 meter over havet. Stationen ligger ved Haukelandsvannet, der i sin tid var et godt sted at hente is til isskabe. Der var derfor anlagt et sidespor til læsning af isblokke, der skulle videre til Bergen.